# 주욘반메노쓰키
《주욘반메노쓰키》(일본어: 14番目の月/열네 번째 달, The 14th Moon)은 아라이 유미의 4번째 오리지널 앨범이다. 1976년 11월 20일에 도시바 EMI에서 발매되었다. 음원 발매권의 사정으로 인해 잠깐 알파 레코드에서 발매된 적도 있다. 2000년 4월 26일에 LP판을 복각해, 음질을 향상시킨 마스터링 CD가 발매되었으며, 2005년 3월 10일부터는 PC를 통한 서비스가 시작되었다.

## 해설
결혼하기 전의 마지막 정규 앨범. 사운드적으로도 상당히 호화스러워져 있다. 이 음반부터 마쓰토야 마사타카가 프로듀스를 담당하게 된다. 1976년 11월 14일에는 NHK홀에서 ‘주욘반메노쓰키 리사이틀’을 개최했고, 12월에 음반과 같은 이름의 수필·사진집을 출판했다. 마쓰토야 유미는 이 앨범으로 가수를 은퇴할 생각이었다고 밝히고 있다. 이 앨범은 오리콘 주간차트에서 1위를 획득하고, 1977년의 연간 앨범 판매량 4위를 차지했다.

## 수록곡
A면
1. さざ波 사자나미[*] 잔 물결
부드러운 음악이지만, ‘사랑의 종막’을 시사하는 변조의 가사 부분에 약간의 외로움이 느껴진다.
2. 14番目の月 주욘반메노쓰키[*] 열네 번째 달
타이틀은 영화 《스리랑카의 사랑과 헤어짐》(スリランカの愛と別れ)의 다카미네 히데코의 대사에서 유래한다고 하지만, 당시의 유밍은 영화잡지를 서서 읽었기 때문에 대사만 알고 있었을 뿐, 장면은 물론 영화의 제목조차 정확히는 알지 못했으므로 영화와 큰 관계는 없다. 라이브에서는 마무리를 맺는 노래로 알려져 있기도 하다. 2002년에 SPITZ가, 2005년에 오쿠무라 아이코가 각각 리메이크했다. 1991년에 TBS계열의 드라마 루즈의 전언으로 드라마화되었다(제17화, 주연 고마쓰 지하루).
3. さみしさのゆくえ 사미시사노유쿠에[*] 쓸쓸함의 행방
쓸쓸한 느낌이 드는 곡. 이 곡도 결혼으로 무언가가 끝난다는 것을 느낀 것으로 마무리되고 있다.
4. 朝陽の中で微笑んで 아사히노나카데호호엔데[*] 아침 햇살 속에서 미소짓고
1976년에 하이-파이 세트에게 제공한 곡. 2003년에는 이사야마 미오가 리메이크 했다.
5. 中央フリーウェイ 주오 프리웨이
유밍의 대표 곡. 주오 자동차도가 배경으로, 1974년에 전면 반환된 미군 기지나 맥주 공장, 도쿄 경마장 등의 시설이 가사에 등장한다. 1977년에 하이-파이 세트나 쇼노 마요가 리메이크했다.
1989년에 공개된 마녀 배달부 키키의 후보곡으로도 뽑혔지만, 구체적인 지명이 나타나 있어서 유럽을 무대로 한 영화와 맞지 않는다는 지적에 채용되지 않았다. 1991년에 TBS계열의 드라마 루즈의 전언으로 드라마화되었다(제7화, 주연 모모이 가오리).

B면
1. 何もなかったように 나니모나캇타요니[*] 아무것도 없던 것처럼
당시 유밍이 기르던 애견(셰퍼드)이 죽은 뒤, 그 공양을 위해 만든 곡.
2. 天気雨 덴키아메[*] 여우비
3. 避暑地の出来事 히쇼치노데키고토[*] 피서지에서 생긴 일
이세탄 CM송. 2분 38초로 유밍의 오리지널곡 중 가장 짧은 곡이다.
4. グッドラック・アンド・グッドバイ 굿럭 앤드 굿바이
오카자키 유키에게 제공했던 곡. 1991년에 TBS계열의 드라마 루즈의 전언으로 드라마화되었다(제9화, 주연 아리모리 나리미). 와카야마현과 도쿠시마현을 잇는 페리의 선내방송에서도 사용되고 있다.
5. 晩夏 (ひとりの季節) 반카 (히토리노키세쓰)[*] 늦여름(혼자인 계절)
2005년에 히라히라 아야카가 마쓰토야 마사타카의 어레인지로 리메이크했다.

- 작사·작곡 : 아라이 유미, 편곡 : 마쓰토야 마사타카
- 코러스 어레인지 : 야마시타 다쓰로 (B-4 제외), 마쓰토야 마사타카 (B-4)